# Mickie Krause

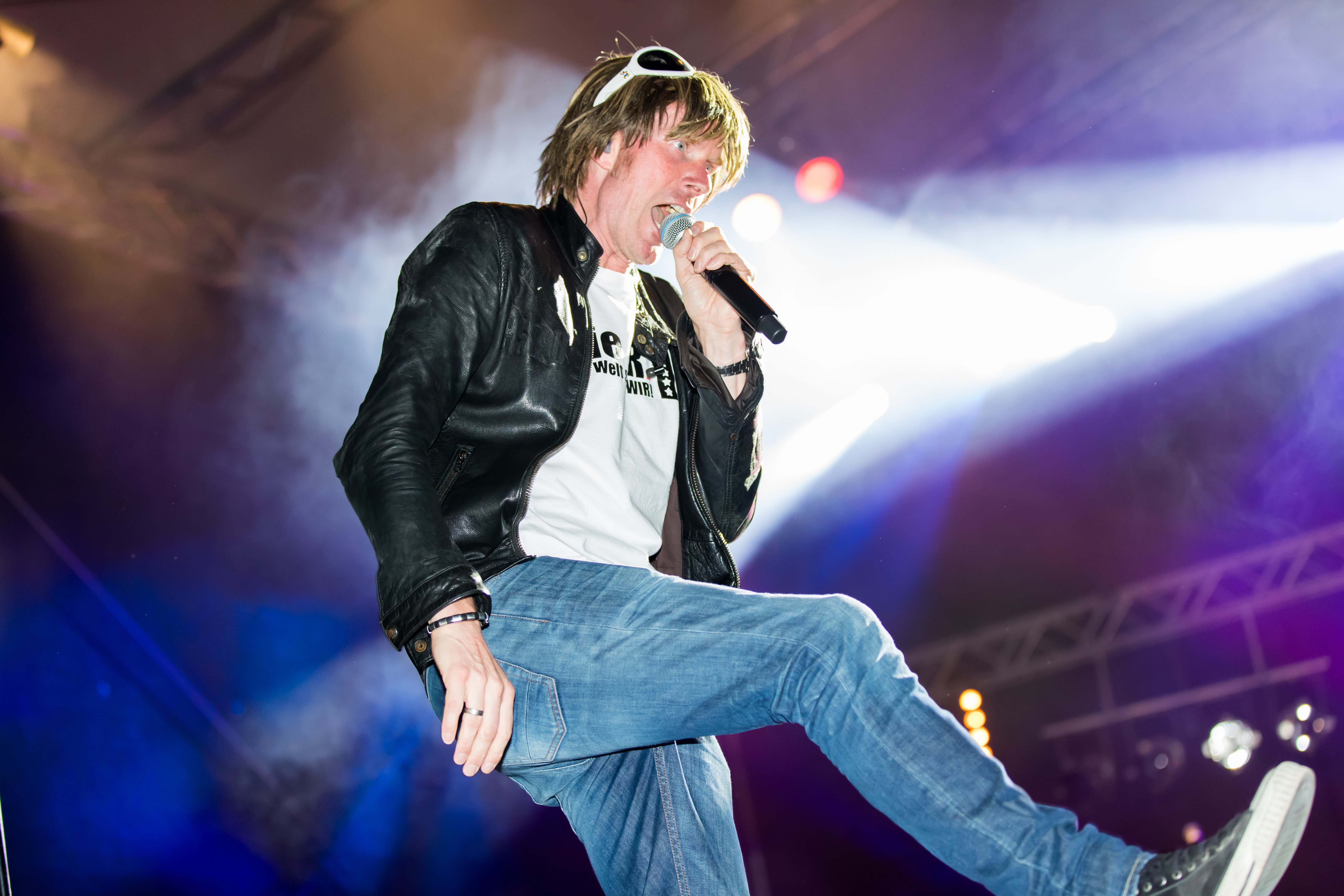
Krause tijdens een optreden in 2014

Mickie Krause, artiestennaam van Michael Engels (Wettringen, 21 juni 1970), is een Duits schlagerzanger van hits als Schatzi, schenk mir ein Foto en Nur noch Schuhe an. Krause draagt tijdens optredens altijd een pruik en zonnebril. Het repertoire van Krause bestaat veelal uit Duitstalige teksten op reeds bestaande hits of melodieën.

## Biografie
Krause was in zijn jeugd zanger in een schoolband en groepsleider bij een scoutingvereniging. Na het verlaten van de middelbare school werkte hij als textielafwerker en als onderwijzer. Daarna begon hij als zanger bij schlagerband Erika Rehbein und das Schlagerkarussell. In 1998 verscheen Krauses eerste single Anita, waarna hij regelmatig begon op te treden op verschillende plekken in Duitsland en op populaire vakantiebestemmingen onder Duitse reizigers zoals Mallorca en skioorden in de Alpen. Zijn doorbraak kende hij in 1999 met het nummer Zehn nackte Friseusen.
In 2007, na het verschijnen van het controversiële Finger im Po, Mexiko, kreeg Krause kritiek van de Mexicaanse ambassadeur in Duitsland Jorge Castro-Valle Kuehne, die de tekst van het nummer "respectloos naar Mexico en vulgair" noemde.
In 2008 bracht Krause twee nummers uit rondom het EK voetbal van dat jaar: Supa Deutschland!, dat de Duitse hitlijsten haalde en Orange trägt nur die Müllabfuhr (Alleen de vuilnisophaaldienst draagt oranje), een verwijzing naar de kenmerkende oranje tenues van het Nederlands elftal. Ook dit humoristische nummer haalde in Duitsland de hitlijsten. 
In 2010 haalde zijn single Schatzi, schenk mir ein Foto goud in Duitsland, wat betekent dat de plaat meer dan 150.000 keer is verkocht. Het bereikte tevens de nummer 1-positie in Luxemburg. Het nummer is een cover van het Nederlandstalige nummer Schatje mag ik je foto? van de Gebroeders Ko. In 2012 respectievelijk 2014 haalden zijn nummers Nur noch Schuhe an en Geh mal Bier hol'n (GmBh) ook goud. De titel van het laatstgenoemde nummer is een woordspeling op de rechtsvorm GmbH.
Krause verschijnt ook regelmatig op de Duitse televisie en nam deel aan televisieprogramma's als Hell's Kitchen, Let's Dance (de Duitse versie van Dancing with the Stars) en The Masked Singer.

### Privé
Krause en zijn vrouw leerden elkaar in 1991 kennen en trouwden in 2001. Het paar heeft drie kinderen en woont in Krauses geboorteplaats Wettringen. Krause heeft ook een woning op Mallorca.

## Discografie
Zie ook: Discografie van Mickie Krause

## Filmografie
- 2010–2012: Mickie Krauses Sommersause (Jamba TV)
- 2012: Berlin – Tag & Nacht (RTL II, meerdere afleveringen)
- 2013: Köln 50667 (RTL II, 1 aflevering)
- 2014: Hell’s Kitchen (Sat.1)
- 2014, 2019: Grill den Henssler (VOX, 2 afleveringen)
- 2014: Jetzt wird’s schräg (Sat.1, 1 aflevering)
- 2014: Das verrückte Körperquiz (Sat.1, 1 uitzending)
- 2016: Verliebt auf Mallorca (Sat.1)
- 2016: Einstein  – Thermodynamik als Leiche
- 2020: Buchstaben Battle (Sat.1, 4 uitzendingen)
- 2020: Täglich frisch geröstet (RTL+, 1 uitzending)
- 2020: Ninja Warrior Germany (RTL, 1 uitzending)
- 2021: Let’s Dance (RTL)
- 2021: 5 gegen Jauch (RTL, 1 uitzending)
- 2021: Die ultimative Chartshow (RTL, 1 uitzending)
- 2021: Ninja Warrior Promi-Special (RTL, 1 uitzending)
- 2021: The Masked Singer – Die rätselhafte Weihnachtsshow (ProSieben, 1 uitzending)
- 2022: Ich bin ein Star – Die Stunde danach (RTL)
- 2022: Krause kommt (SWR-televisie, 1 uitzending)
- 2023: Last Exit Schinkenstraße (Amazon Prime)